# MTV Movie Awards 2015
Vyhlášení amerických filmových cen MTV 2015 se uskutečnilo 12. dubna 2015 v Nokia Theatre v Los Angeles v Kalifornii. Moderátorkou ceremoniálu byla herečka Amy Schumer.

## Moderátoři a vystupující

### Moderátor
- Amy Schumer

### Hudební vystoupení
- Charlie XCX – „Famous“
- Fall Out Boy a Fetty Wap – „Uma Thurman“
- Ty Dolla Sign feat. Charlie XCX a Tinashe – „Drop That Kitty“

### Hosté
- Amanda Seyfriedová
- Chris Evans
- Chris Hemsworth
- Dwayne Johnson
- Jeremy Renner
- Jimmy Kimmel
- Mark Ruffalo
- Mark Wahlberg
- Miles Teller
- Reese Witherspoonová
- Scarlett Johansson
- Sofía Vergara
- Vin Diesel

## Nominace a ocenění
Tučně jsou vyznačeni výherci.

### Film roku
- Americký sniper
- Chlapectví
- Hvězdy nám nepřály
- Zmizelá
- Strážci Galaxie
- Hunger Games: Síla vzdoru 1. část
- Selma
- Whiplash

### Nejlepší mužský filmový výkon
- Bradley Cooper – Americký sniper
- Ansel Elgort – Hvězdy nám nepřály
- Chris Pratt – Strážci Galaxie
- Channing Tatum – Hon na lišku
- Miles Teller – Whiplash

### Nejlepší ženský filmový výkon
- Scarlett Johansson – Lucy
- Jennifer Lawrenceová – Hunger Games: Síla vzdoru 1. část
- Emma Stoneová – Birdman
- Reese Witherspoonová – Divočina
- Shailene Woodley – Hvězdy nám nepřály

### Průlomové vystoupení
- Ellar Coltrane – Chlapectví
- Ansel Elgort – Hvězdy nám nepřály
- Dylan O'Brien – Labyrint: Útěk
- David Oyelowo – Selma
- Rosamund Pike – Zmizelá

### Nejlepší výkon „P**ranej až za ušima“
- Zach Gilford – Očista: Anarchie
- Jennifer Lopez – The Boy Next Door
- Dylan O'Brien – Labyrint: Útěk
- Rosamund Pike – Zmizelá
- Annabelle Wallis – Annabelle

### Nejlepší duo filmového plátna
- Bradley Cooper a Vin Diesel – Strážci Galaxie
- Zac Efron a Dave Franco - Sousedi
- James Franco a Seth Rogen – Interview
- Channing Tatum a Jonah Hill – 22 Jump Street
- Shailene Woodley a Ansel Elgort – Hvězdy nám nepřály

### Nejlepší vystoupení bez trička
- Zac Efron – Sousedi
- Ansel Elgort – Hvězdy nám nepřály
- Channing Tatum – Hon na lišku
- Chris Pratt – Strážci Galaxie
- Kate Upton – Jedna za všechny

### Nejlepší souboj
- Dylan O'Brien vs. Will Poulter – Labyrint: Útěk
- Chris Evans vs. Sebastian Stan – Captain America: Návrat prvního Avengera
- Jonah Hill vs. Jillian Bell – 22 Jump Street
- Edward Norton vs. Michael Keaton – Birdman
- Seth Rogan vs. Zac Efron – Sousedi

### Nejlepší polibek
- Rose Byrne a Halston Sage – Sousedi
- Ansel Elgort a Shailene Woodley – Hvězdy nám nepřály
- James Franco a Seth Rogen – Interview
- Andrew Garfield a Emma Stoneová – Amazing Spider-Man 2
- Scarlett Johansson a Chris Evans – Captain America: Návrat prvního Avengera

### WTF Moment
- Seth Rogen a Rose Byrne – Sousedi
- Rosario Dawson a Anders Holm – Pět nejlepších
- Jonah Hill – 22 Jump Street
- Jason Sudeikis a Charlie Day – Šéfové na zabití 2
- Miles Teller – Whiplash

### Nejlepší zloduch
- Meryl Streep – Čarovný les
- Jillian Bell – 22 Jump Street
- Peter Dinklage – X-Men: Budoucí minulost
- Rosamund Pike – Zmizelá
- J. K. Simmons – Whiplash

### Nejlepší hudební moment
- Jennifer Lawrenceová – Hunger Games: Síla vzdoru 1. část
- Bill Hader a Kristen Wiigová – Moje ségra má prima bráchu
- Chris Pratt – Strážci Galaxie
- Seth Rogen a Zac Efron – Sousedi
- Miles Teller – Whiplash

### Nejlepší komediální vystoupení
- Rose Byrne – Sousedi
- Kevin Hart – Dokonalý svědek s.r.o.
- Chris Pratt – Strážci Galaxie
- Chris Rock – Pět nejlepších
- Channing Tatum – 22 Jump Street

### Nejlepší transformace na plátně
- Elizabeth Banks – Hunger Games: Síla vzdoru 1. část
- Steve Carell – Hon na lišku
- Ellar Coltrane – Chlapectví
- Eddie Redmayne – Teorie všeho
- Zoe Saldana – Strážci Galaxie

### Nejlepší hrdina
- Shailene Woodley – Rezistence
- Jennifer Lawrenceová – Hunger Games: Síla vzdoru 1. část
- Dylan O'Brien – Labyrint: Útěk
- Martin Freeman – Hobit: Bitva pěti armád
- Chris Pratt – Strážci Galaxie

### MTV Trailblazer Award
- Shailene Woodley

### Comedic Genius Award
- Kevin Hart

### MTV Generation Award
- Robert Downey Jr.